# Heterocerus flexuosus
Heterocerus flexuosus är en skalbaggsart som beskrevs av Stephens 1828. Heterocerus flexuosus ingår i släktet Heterocerus, och familjen strandgrävbaggar. Enligt den finländska rödlistan är arten starkt hotad i Finland. Arten är reproducerande i Sverige. Artens livsmiljö är sandstränder vid Östersjön.